# Trichogatha dinava
Trichogatha dinava är en fjärilsart som beskrevs av George Thomas Bethune-Baker 1906. Trichogatha dinava ingår i släktet Trichogatha och familjen nattflyn. Inga underarter finns listade i Catalogue of Life.